# Conjunto Histórico de la Villa de Ayllón
El Conjunto Histórico de la Villa de Ayllón se encuentra localizado en la zona nordeste de la provincia de Segovia, Comunidad Autónoma de Castilla y León (España).

## Geografía
Al nordeste de la provincia de Segovia, limita con Soria, Guadalajara y Burgos, y próxima al Sistema Central, se alza la villa de Ayllón. La sierra que lleva su mismo nombre, presenta en su parte más alta oscuras pizarras silúricas, y en el piedemonte rocas envuelta en arcilla, que son las responsables del color que caracteriza a esta tierra.
Se encuentra dentro de las cuencas hidrográficas del río Aguisejo, tributario del Riaza afluente del Duero. La vega que configura se transforma en terreno favorable para huertas de hortalizas, árboles frutales y prados de riego.
La ganadería fue durante siglos la principal riqueza de la Comunidad de Villa y Tierra de Ayllón. Fueron famosas durante la dominación romana, las ovejas de la Extremadura castellana. Después de la dominación árabe, los reyes conquistadores concedieron privilegios para favorecer la ganadería: establecieron pactos con los árabes para el paso de la ganadería de unos territorios a otros. En el siglo XVII la calidad de la lana producida en la provincia de Segovia la convierte en la base del comercio con Flandes.
No han llegado testimonios escritos sobre el origen de Ayllón. La población celtibérica debió estar situada en las ruinas de Santiago y "los Paredones". Visigodos, árabes y cristianos volvieron a fortificarse en la cumbre del cerro. La presencia de los árabes quedó reflejada en el Cantar del Mío Cid y en los numerosos vestigios que todavía se conservan. Tras la reconquista en 1085 por Alfonso VI, esta villa vive una época de esplendor: se restaura el castillo y murallas, se fundan monasterios, y se convierte en la capital de un concejo que cuenta con milicia propia.

## Descripción
Los primeros textos que describen a Ayllón, lo hacen como una villa fortificada, con tres puertas de entrada: Puerta de San Juan, el Arco y Puerta de Languilla, de las que sólo se conserva la segunda.
En la Plaza Mayor se sitúan el poder civil -ayuntamiento- y el religioso representado en la iglesia de Santa María de estilo neoclásico, que ha recibido elementos procedentes de las parroquias extinguidas. Su planta es de cruz latina y el campanario se remata con una espadaña. En la portada dos columnas estriadas sustentan la hornacina con la imagen de la Virgen. En la plaza mayor, frente a la Casa del Ayuntamiento, se localiza la Iglesia de San Miguel. De traza románica, consta de una nave, atrio, ábside cilíndrico y espadaña. En el siglo XV se construye el pórtico en el que se alza el escudo de armas de la familia Contreras. En 1675 el Cabildo acuerda hacer un mirador sobre los soportales para poder contemplar los festejos taurinos que se celebraban en la Plaza Mayor.
En el centro de la plaza se ubica una fuente de cuatro caños erigida en 1892, en conmemoración al IV centenario del descubrimiento de América.

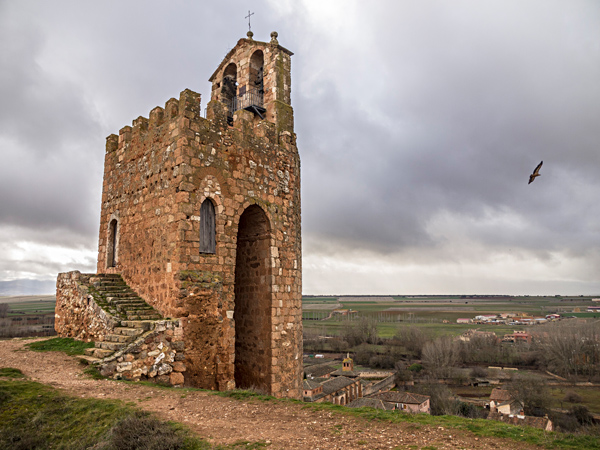
Torre de vigía La Martina

Encontramos además en la villa el Palacio de Vellosillo, el Palacio de Contreras con portada de sillería recuadrada con un cordón franciscano, y las ventanas de arco rebajado o cuadrangular con guarniciones de bolas, molduras e impostas; o el antiguo convento de San Francisco de Asís. Fundado en 1214, la fachada que se conserva debió realizarse en el siglo XVIII. La fachada es de sillería con tres arcos de medio punto que daban acceso al vestíbulo de la Iglesia. Sobre la puerta principal se coloca la imagen de San Francisco de Asís y rematando el conjunto, una espadaña. Se conserva también el convento de las Monjas Concepcionistas, del siglo XVI. Los dos conventos aludidos hoy en día son propiedades privadas sin uso religioso.

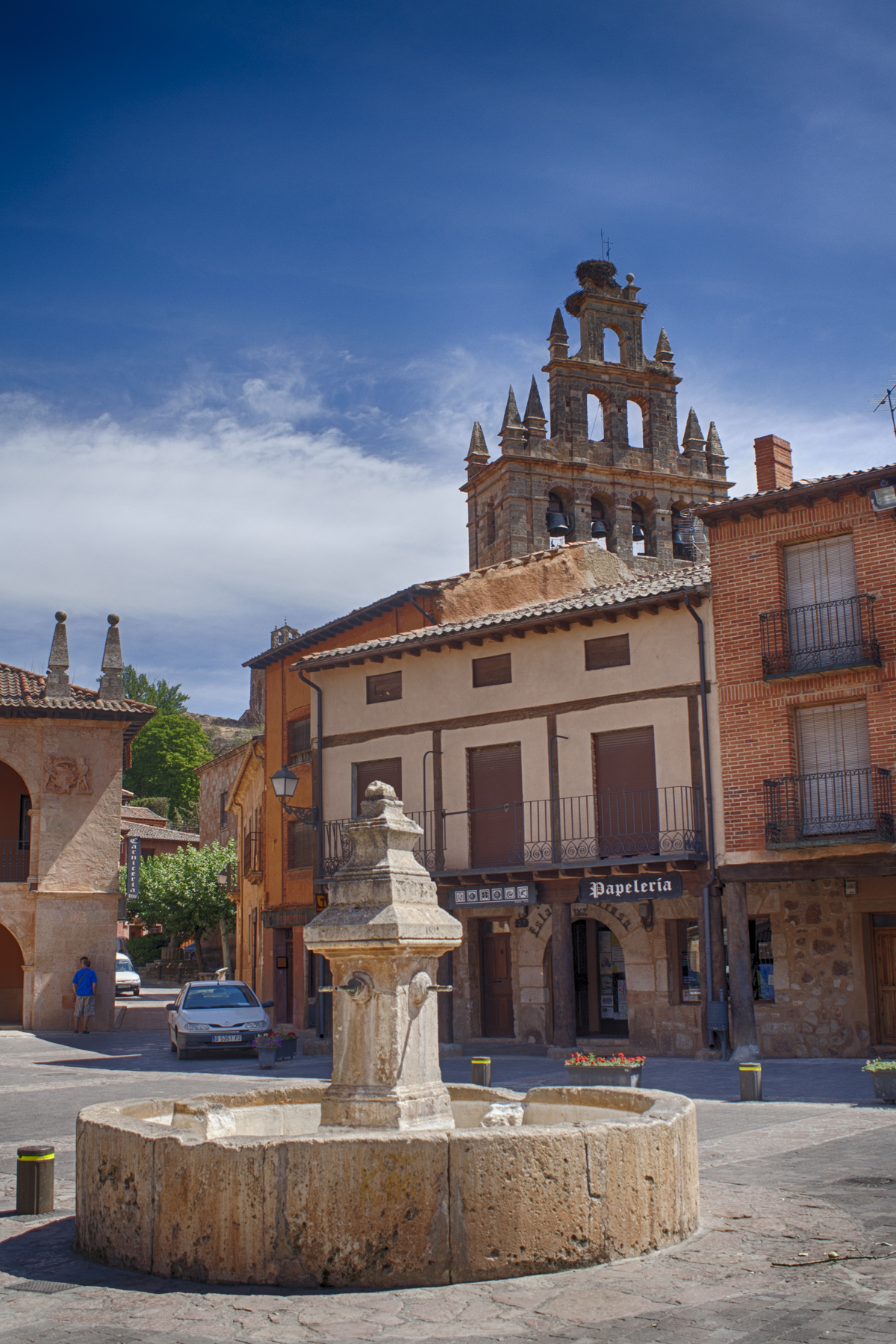
La Fuente en la Plaza Mayor

En lo alto de la villa se encuentra La Martina, una Torre albarrana que pertenecía al castillo. De origen árabe que se ha convertido en la imagen más emblemática del pueblo. Y al este de la torre albarrana, a unos 300 m, se distinguen las ruinas de la iglesia de Santiago, de fines de siglo XII, sencillo templo románico de una sola nave del que solo quedan los muros del ábside, parte del muro norte y los cimientos de la espadaña, construidos a base de mampostería de cal y canto.